# Црква Светог Николе у Сурдуку
Црква Св. Николе у Сурдуку је сазидана у класичном једнобродном стилу тога времена 1816. године захваљујући залагању проте Василија Николајевић. Посвећена је Св. Николи, налази се у месту Сурдук. Уврштена је у листу заштићених споменика културе Републике Србије (ИД бр. СК 1573).

## Историја
Прва православна богомоља у Сурдуку била је од плетера, са иконостасом који су осликали зографи уметници, а подигнута је била 1746. године. Садашњи храм Светог оца Николаја налази се у улици Брђанска бр. 4 у Сурдуку. Саграђен је 1816. године, захваљујући залагању проте Василија Николајевић, који је приложио мермер за западна врата. Исте године, мермер за јужни и северни улаз прибавили су трговац Петар Вујевић и Јован Савић. Часну трпезу поклонила је Марија Вујевић супруга Петра Вујевића 1818. године.
Црква у Сурдуку је једнобродна грађевина са полукружном олтарском апсидом на источној страни и звоником изнад западног дела. Познати карловачки дрворезац Марко Вујатовић је за ову светињу, од 1816. године израдио певнице, двери и столове, док је иконостас извео 1822. године. На класицистичкој олтарској прегради, непознати аутори су на даскама насликали 39 икона. У раскошном архијерејском трону изложена је и стара зографска икона Светог Николе, у којој је, по предању, похрањена и честица моштију овог свеца. Од старина, овде се чувају московски октоих из 1712. године. Псалтир из 1766. године, ирмологија из 1759. годиен, дванаест минеја из 1848. године и друге богослужбене књиге. У храму и око њега нема гробних места, док је пред самом портом постављен споменик страдалцима из Другог светског рата. Решењем завода за заштиту споменика културе Сремска Митровица 29. јануа 1977. године црква Светог Николе је проглашена за споменик културе.

## Опште информације
У основи објекта се појављују три улаза: западни као главни на приступној фасади, јужни и северни. Портали су лоцирани у осовине западног прочеља, односно сегментних ниша са фасадама. Прозорско отвори су полукружно завршени и појављују се у осовинама пиластима наглашених поља јужне и северне фасаде. У зони звоника на овим фасадама се појављују прозорске нише. У олтарском простору смештена су три прозорска отвора истих димензиај и облика. Над западним делом објекта уздиже се двоспратни звоник, који се завршава бакарном капом. Капа звоника решена је као модификовани четворосливни кров са надвишеном „јабуком“ и пирамидалним завршетком. У подножју капе звоника, у основама све четири стране, смештени су циферплати са лучно наглашеним надвојем. Први спрат звоника на западној фасади има прозорски отвор у виду окулуса. Други спрат звоника је решен са четириполукружно завршена отвора са дрвеним шалонама. Фасаде објекта карактерише богато наглашена бвертикална профилиција изведена у духу класицизма. Јужну и северну фасаду чине четири пресведене нише са удвојеним пиластрима. Нише у зони звоника и певница су решене степенастим повлачењем фасаде у зони пиластера и полукружног надвоја. Два средишња поља на овим фасадама изведена су сегментним повлачењем зида и касетираном обрадом засведеног дела нише.